# John Young (polityk)
John Young, 1. baron Lisgar (ur. 31 sierpnia 1807 w Bombaju, zm. 6 października 1876 w Bailieborough w Irlandii) – brytyjski polityk i administrator kolonialny, w latach 1869–1872 gubernator generalny Kanady.
W latach 1831–1855 zasiadał w Izbie Gmin z ramienia torysów. Od 1855 do 1859 był Lordem Wysokim Komisarzem Wysp Jońskich, a następnie od 1861 do 1867 gubernatorem kolonii Nowa Południowa Walia. W 1869 został drugim od czasu powstania Konfederacji Kanady jej gubernatorem generalnym. W 1870 otrzymał dziedziczny tytuł szlachecki barona Lisgar. Po zakończeniu swej kadencji przeniósł się na emeryturę do Irlandii, gdzie zmarł cztery lata później.